# آرتوا (کالیفرنیا)
آرتوا (به انگلیسی: Artois) یک منطقهٔ مسکونی در ایالات متحده آمریکا است که در شهرستان گلن، کالیفرنیا واقع شده‌است. آرتوا ۷٫۴۶ کیلومتر مربع مساحت و ۱۶٬۵۲۲ نفر جمعیت دارد و ۵۱ متر بالاتر از سطح دریا واقع شده‌است.